# William August Shade
William August Shade, auch Wilhelm Schade (* 19. November 1848 in New York; † 26. September 1890 in der Schweiz), war ein US-amerikanischer Porträt- und Genremaler der Düsseldorfer Schule.

## Leben
Nach einer Schulausbildung in Chicago kam Shade, Sohn deutschstämmiger Eltern, im Alter von 19 Jahren nach Düsseldorf. An der Kunstakademie Düsseldorf studierte er in den Jahren 1868 bis 1878. Dort waren Andreas Müller im Antikensaal und Karl Müller im Fach Kunstgeschichte seine Lehrer, außerdem besuchte er 1870 bis 1874 die Malklasse von Wilhelm Sohn, bei dem er die Bildnis- und Genremalerei vertiefte. Der Gesundheit wegen begab er sich nach dem Studium nach Italien, wo er sich in Rom niederließ und in den Jahren 1883/1884 Mitglied des Deutschen Künstlervereins war. Auf der Berliner Akademie-Ausstellung des Jahres 1883 zeigte er das Gemälde Der Abend. Altrömisches Idyll, 1888 erzielte er eine ehrenvolle Erwähnung.

## Werke (Auswahl)
- Der kleine Tantalus (Tantalizing), Berliner Akademie-Ausstellung 1874
- Bildnis der Marie von Oranien-Nassau (1841–1910), Fürstin von Wied, 1875[4]
- In dunkelen Träumen, Berliner Akademie-Ausstellung 1876
- My daily visitor (Mon visiteur journalier), Weltausstellung Paris 1878
- Bildnis des Professor Bokelmann, 1878
- Liebesfrühling, 1881
- Rast auf der Flucht nach Ägypten